# Troy (Ohio)
Troy város az USA Ohio államának Miami megyéjében, melynek megyeszékhelye is. Lakosainak száma 26 305 fő (2020. április 1.).

## Népesség
A település népességének változása:
| Lakosok száma | 1222 | 25 058 | 26 305 |
|               | 1840 | 2010   | 2020   |